# علقمة بن قيس النخعي
علقمة بن قيس النَّخعي، واسمه كاملاً أبو شبل علقمة بن قيس بن عبد اللَّه بن مالك بن علقمة بن سلامان النخعي الكوفي، فقيه الكوفة وعالمها ومقرئها، أدرك زمن النبي محمد ولم يره، وصفه الذهبي بأنّه: «الإمام الحافظ المجوّد المجتهد الكبير».

## حياته
وُلد زمن النبي محمد، وهاجر وسَكَن مدينة الكوفة في العراق، ولازم عبد الله بن مسعود وتعلّم منه وكان يشبهه في سمته وهديه، حتى قال عنه: «ما أقرأ شيئًا ولا أعلمه إلا وعلقمة يقرؤه ويعلمه»، وتصدر للإمامة والفُتيا بعد علي بن أبي طالب وابن مسعود، حتى كان بعض الصحابة يسألونه.

## روايته للحديث
روى الحديث النبوي عن عدد من الصحابة، منهم: عمر بن الخطاب، وعثمان بن عفان ، وعلي بن أبي طالب، وسلمان الفارسي، وأبي الدرداء، وخالد بن الوليد، وحذيفة بن اليمان، وخباب بن الأرت، وعائشة بنت أبي بكر، وسعد بن أبي وقاص، وعمار بن ياسر، وكذلك روى عن: أبي مسعود البدري، وأبي موسى الأشعري، ومعقل بن سنان، وسلمة بن يزيد الجعفي، وشريح بن أرطاة، وقيس بن مروان، وغيرهم.
حدّث عنه أبو وائل، والشعبي، وعبيد بن نضيلة، وإبراهيم النخعي، ومحمد بن سيرين، وأبو الضحى مسلم بن صبيح، وإبراهيم بن سويد النخعي، وأبو ظبيان حصين بن جندب الجنبي، وأبو معمر عبد الله بن سخبرة، وسلمة بن كهيل، وابن أخيه عبد الرحمن بن يزيد، وأبو إسحاق السبيعي، وعمارة بن عمير، وأبو قيس عبد الرحمن بن ثروان الأودي، وعبد الرحمن بن عوسجة، والقاسم بن مخيمرة، وقيس بن رومي، ومرة الطيب، وهني بن نويرة، ويحيى بن وثاب، ويزيد بن أوس، ويزيد بن معاوية النخعي، وأبو الرقاد النخعي، والمسيب بن رافع.

## وفاته
تُوفي زمن خلافة يزيد بن معاوية سنة 62 هـ، وقيل سنة 61 هـ، عن عمر تسعين عامًا. وكان قد أوصى: «إذا أنا حضرت فأجلسوا عندي من يلقنني: لا إله إلا الله، وأسرعوا بي إلى حفرتي، ولا تنعوني إلى الناس، فإني أخاف أن يكون ذلك نعيًا كنعي الجاهلية».